# Antirhea chinensis
Antirhea chinensis là một loài thực vật có hoa trong họ Thiến thảo. Loài này được (Champ. ex Benth.) Benth. & Hook.f. ex F.B.Forbes & Hemsl. mô tả khoa học đầu tiên năm 1888.